# Kępa Okrzewska
Kępa Okrzewska (d. Kępa Olęderska, Kępa Okrzwska) – wieś sołecka w Polsce położona w województwie mazowieckim, w powiecie piaseczyńskim, w gminie Konstancin-Jeziorna. Założona w latach 70. XVIII wieku przez osadników olęderskich, najstarsza pisemna wzmianka o miejscowości pochodzi z 1779 r.
| SIMC    | Nazwa          | Rodzaj    |
| ------- | -------------- | --------- |
| 0003866 | Kępa Falenicka | część wsi |

W latach 1975–1998 miejscowość administracyjnie należała do województwa warszawskiego.
W miejscowości mieści się cmentarz osadników olęderskich, odnowiony w latach 90..
We wsi znajduje się też pętla "Kępa Okrzewska - Cmentarz" linii autobusowej ZTM 239.

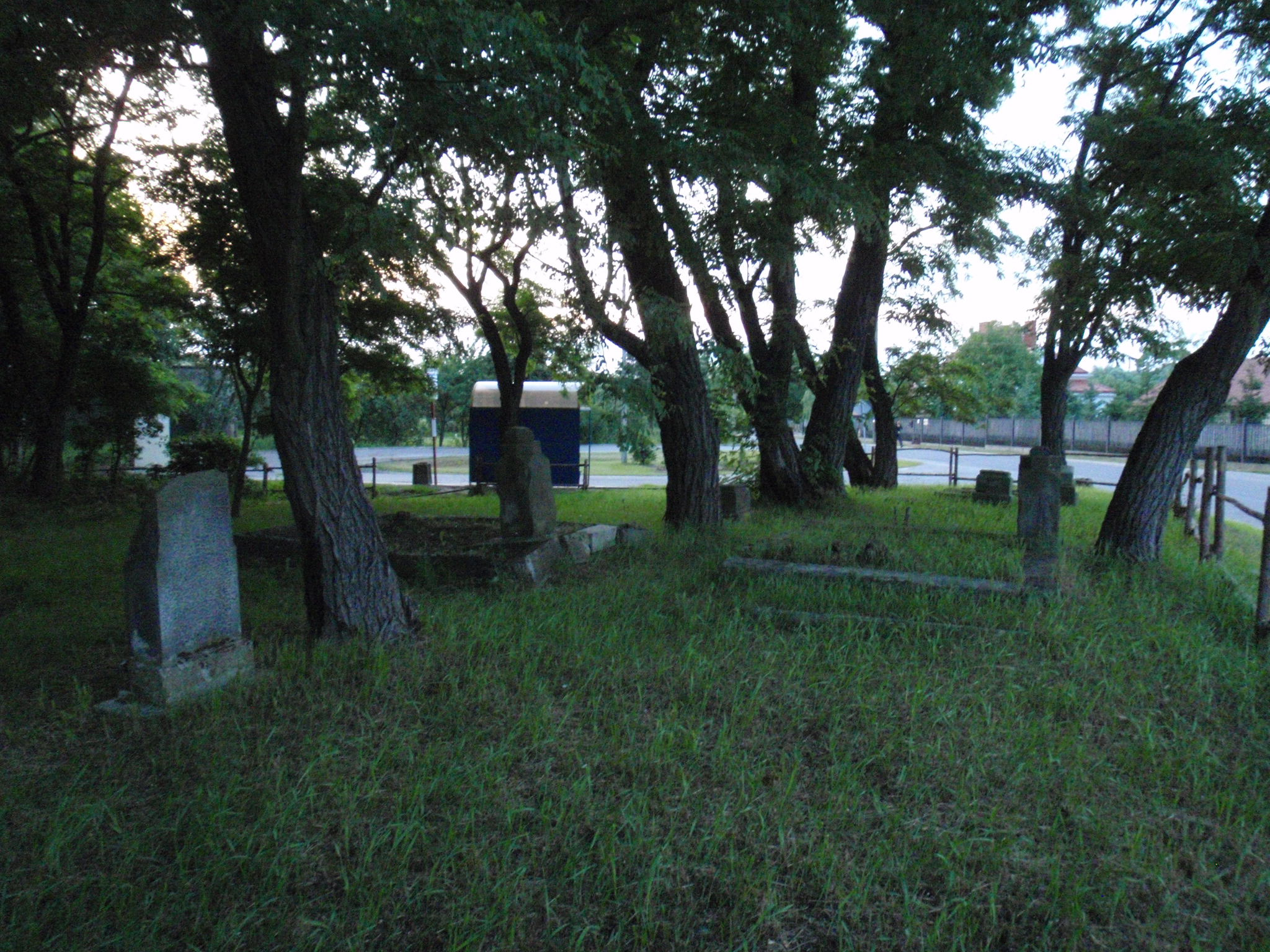
Cmentarz olęderski na Kępie Okrzewskiej. W tle widoczna pętla autobusowa.